# Genossenschaftliches Archiv
Das Genossenschaftliche Archiv in Hanstedt (im Netz teilweise als Genoarchiv abgekürzt) dokumentiert die Geschichte der Genossenschaften in den niedersächsischen Landkreisen Harburg, Lüneburg, Heidekreis und dem südlichen Teil des Landkreises Stade.

## Hintergrund
Genossenschaften waren eine Antwort auf die soziale Frage des 19. Jahrhunderts. Um 1890 erreichte die Genossenschaftsbewegung auch die heutigen Landkreise Harburg, Lüneburg und Heidekreis. Schon 1859 war in Lüneburg die heutige Volksbank gegründet worden. In dieser Region wurden neben zahlreichen Kreditgenossenschaften auch Bezugs- und Absatzgenossenschaften, Molkereigenossenschaften, Wasserleitungsgenossenschaften und andere genossenschaftliche Betriebe gegründet. Gesellschaftlicher und wirtschaftlicher Wandel führten zu einem Konzentrationsprozess, der die ursprünglichen genossenschaftlichen Strukturen zum Verschwinden brachte.

## Bestand
Das Archiv sammelt Dokumente und Gegenstände zur Geschichte der Genossenschaften in den genannten Landkreisen. Dazu gehören insbesondere Veröffentlichungen der Genossenschaftsregister, Gründungsunterlagen, Jahresabschlüsse, Prüfungsberichte, Geschäftsberichte, Protokolle, Presseberichte, Fotos und charakteristische Aktenvorgänge. Vorhanden sind Unterlagen von mehr als 430 Genossenschaften, darunter über 80 Kreditgenossenschaften sowie das einzige genossenschaftliche Krankenhaus Deutschlands, das Krankenhaus Salzhausen.
Das Archiv dient auch dem Andenken von herausragenden Persönlichkeiten der Genossenschaftsbewegung, wie dem Egestorfer Pastor Wilhelm Bode (1860–1927). Die Bibliothek des Archivs enthält zum Teil wertvolle Bücher zur Geschichte des Genossenschaftswesens und zur Regionalgeschichte, darunter Originalausgaben der Schriften von Hermann Schulze-Delitzsch, Friedrich Wilhelm Raiffeisen und Wilhelm Bode. Gründer war Dr. Rolf Lüer.

## Organisation
Das Archiv wird von der Stiftung Genossenschaftliches Archiv betrieben, die im Jahr 2002 zu diesem Zweck von mehreren niedersächsischen Volksbanken gegründet worden ist. Es steht unter der Schirmherrschaft des Niedersächsischen Ministeriums für Wirtschaft, Verkehr, Bauen und Digitalisierung.